# Sharon Wichman
Sharon Lynn Wichman (ur. 13 maja 1952 w Detroit) – amerykańska pływaczka. Dwukrotna medalistka olimpijska z Meksyku.
Specjalizowała się w stylu klasycznym. Na igrzyskach wystartowała tylko w 1968 roku. W Meksyku triumfowała na dystansie 200 metrów stylem klasycznym i była trzecia na dwukrotnie krótszym dystansie.
W 1991 została przyjęta do International Swimming Hall of Fame.